# Gustav Sjöberg
Ivar Gustaf Albert Sjöberg (født 23. marts 1913, død 3. oktober 2003) var en svensk fodboldspiller (målmand).
Sjöberg spillede på klubplan hele sin karriere, fra 1932 til 1950, for AIK i fødebyen Stockholm. Han vandt to svenske mesterskaber og to pokaltitler med klubben.
Sjöberg spillede desuden 21 kampe for Sveriges landshold. Han repræsenterede sit land ved OL 1936 i Berlin, samt ved VM 1938 i Frankrig.

## Titler
Allsvenskan
- 1932 og 1937 med AIK Stockholm

Svenska Cupen
- 1949 og 1950 med AIK Stockholm